# Labroides
Labroides – rodzaj ryb okoniokształtnych z rodziny wargaczowatych.

## Charakterystyka
Ryby z rodzaju Labroides mają cylindrycznie wydłużone ciało długości kilku do kilkunastu centymetrów. Związane są ze środowiskiem raf koralowych, gdzie pełnią funkcję ryb czyścicieli – i pod taką nazwą są powszechnie znane. Żywią się pasożytami zewnętrznymi ryb, oczyszczając w ten sposób skórę, płetwy, jamy skrzelowe i jamę gębową innych, często dużych, drapieżnych gatunków ryb.

## Klasyfikacja
Gatunki zaliczane do tego rodzaju:

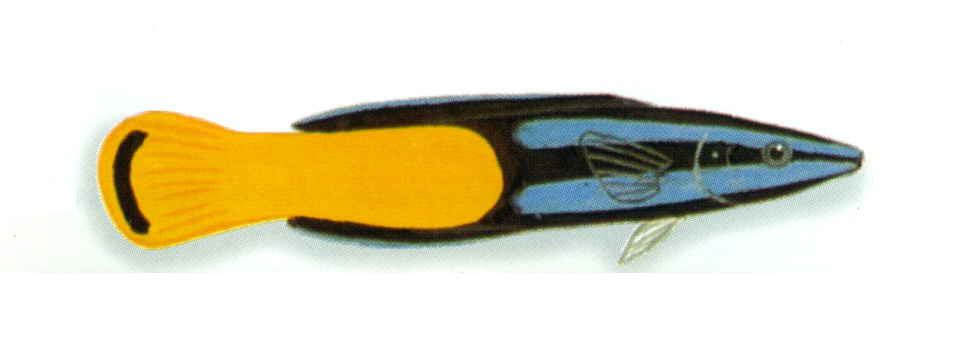
Labroides bicolor
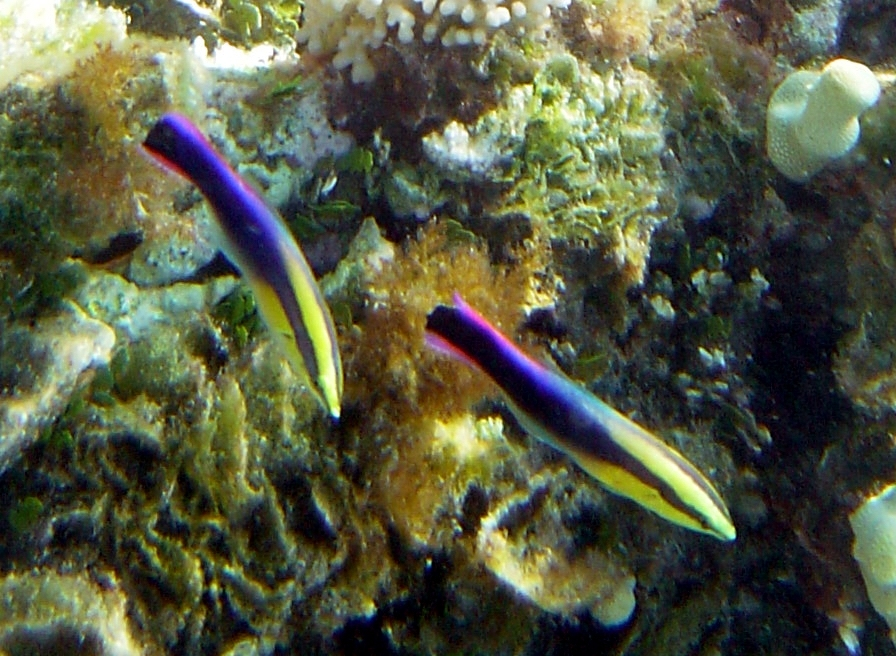
Labroides dimidiatus – wargatek sanitarnik
- Labroides pectoralis
- Labroides phthirophagus
- Labroides rubrolabiatus

- Labroides bicolor
- Labroides phthirophagus